# Pinnotheres pinnotheres
Pinnotheres pinnotheres är en kräftdjursart. Pinnotheres pinnotheres ingår i släktet Pinnotheres och familjen Pinnotheridae. Inga underarter finns listade i Catalogue of Life.